# Eduard Rüchardt
Eduard Rüchardt (29 mars 1888 à Moscou - 7 mars 1962 à Munich) est un physicien allemand qui travailla principalement dans le domaine des rayons canaux puis des contacts électriques. Il laissa à la postérité un mode opératoire de caractérisation des gaz.

## Biographie

### Jeunesse
À Moscou, où son père était associé dans une maison de commerce, Eduard Rüchardt fait ses études à domicile. À partir de 1905, il fréquente le Vitztumsche Gymnasium à Dresde. Puis en 1908, il part étudier la physique à Iéna, et à Fribourg-en-Brisgau puis à partir de 1910 à l'Université de Würzburg, où il obtient son doctorat en 1914 sous la direction de Wilhelm Wien avec une thèse sur l'efficacité de l'excitation de la phosphorescence par les rayons canaux. En 1920, il suit Wilhelm Wien à l'Université de Munich, où il obtient son habilitation en 1922, en publiant « les processus d'inversion de charge dans les rayons canaux d'hydrogène ».
Le 7 avril 1925, il épouse Marie Nonnenbruch (Munich, 11 novembre 1893 - Munich, 1973), fille du peintre Max Nonnenbruch (de) .

### Recherche scientifique
De 1922 à 1946, il enseigne donc comme professeur agrégé, puis est titularisé comme professeur de l'Université de Munich en 1946, et élu membre à part entière de l'Académie bavaroise des sciences. Il reste à Munich jusqu'à son éméritat en 1956.
Jusqu'en 1939, Rüchardt travaille exclusivement dans le domaine de la physique des rayons canaux. Dans le Handbuch der Physik (de) édité par Hans Geiger et Karl Scheel (de), il publie en 1927 un long chapitre sur le passage des rayons canaux à travers la matière. 
Il poursuit ses travaux en analysant la corrélation entre la neutralisation et la couverture des rayons canaux secondaires et le rayonnement α. Grâce à l'interaction de la matière avec les rayons canaux, Rüchardt a pu formuler des assertions détaillées sur la construction et les propriétés des atomes. De cette façon, en 1930, il réalise la première détection fiable de l'isotope de l'oxygène 18O. La conclusion de ses travaux sur les rayons canaux sont concrétisées par les expériences qu'il suggère pour résoudre deux problèmes qui les concernent : 
- Son doctorant Heinz Billing (de) réalise l'expérience de rotation des miroirs qui avait été proposée par Albert Einstein (Spiegel-Drehversuch), et par laquelle la dualité onde-particule a pu être à nouveau confirmée expérimentalement. Les résultats en sont publiés en 1938.
- Un autre de ses doctorants, Gerhard Otting, réussit à quantifier très précisément l'effet Doppler transversal grâce à une expérience à rayons canaux (expérience d'Ives-Stilwell).

Les travaux qu'il entreprend durant cette période de l'entre-deux guerres sont donc fondamentaux, en particulier ceux qu'il réalise avec Walther Gerlach en 1926, qui ont eu un écho certain dans la communauté scientifique .
Après 1939, en raison des orientations de l'effort de guerre, Rüchardt travaille dans un autre domaine de recherche, celui des contacts électriques, avec une gamme de publications allant de la mesure de la résistance de fines couches isolantes dans le domaine de l'effet tunnel, jusqu'à la supraconduction des contacts. Il a poursuivi ces axes de recherches bien après la guerre et jusqu'à sa retraite.

### Controverse de Rupp
Rüchardt a joué un rôle déterminant dans la révélation des résultats frauduleux présentés par Emil Rupp (de). Il a publié un article dans les Physikalische Berichte qui soulignait que la pompe à vide de Rupp apparaissait au mauvais endroit. À partir de là, il montra qu'il aurait été impossible d'obtenir le type d'atomes en décomposition libre que Rupp avait prétendu obtenir dans ses expériences. En 1935, après la disgrâce de Rupp et au milieu d'une controverse sur les éléments de son œuvre dignes de confiance, Rüchardt et Walther Gerlach publièrent une courte note dans les Annalen der Physik dans laquelle ils indiquaient très clairement que Rupp avait confirmé une erreur dans un diagramme dessiné par Albert Einstein. On considère généralement que c’est à ce moment-là que Rupp a perdu toute crédibilité.

### Pédagogie
Les conférences de Rüchardt sur la « physique expérimentale supérieure » étaient exemplaires. Les expériences présentées lors de ces conférences ont été constamment révisées et modernisées. Il s'est efforcé avec succès de décrire avec précision la physique moderne dans la culture populaire, ainsi que d'introduire des preuves physiques et des méthodes scientifiques en médecine.
L'expérience de Rüchardt a été développée au fil des années dans ses cours. Elle est utilisée pour déterminer les capacités thermiques molaires {\displaystyle C_{P}} et {\displaystyle C_{V}} pour les gaz réels ainsi par conséquent que de leur indice adiabatique {\displaystyle \gamma }. Cette expérience est désormais devenue un standard pour l'étude de la thermodynamique dans de nombreuses universités.
En plus de ses nombreux articles scientifiques spécialisés, il a publié des ouvrages de vulgarisation scientifique et des articles dans diverses revues.

## Publications (sélection)
- Lumière visible et invisible (Verständliche Wissenschaft - Volume 35). Springer, Berlin.